# Giuseppe Toniolo

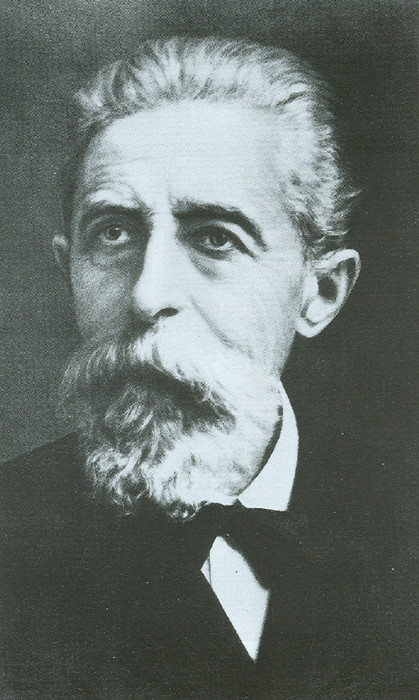
Porträtfoto Toniolos

Giuseppe Toniolo (* 6. März 1845 in Treviso; † 7. Oktober 1918 in Pisa) gilt als einer der bedeutendsten Wirtschaftshistoriker, Ökonomen und Soziologen des Katholizismus. Als Historiker widmete er sich der Wirtschaftsgeschichte der Toskana und der Entstehung der Sozialen Frage, als Soziologe und Ökonom den Fragen der Arbeit, der Kleinbetriebe und der Sozialreformen. Dabei stellte er sich gegen den Materialismus und betrachtete Ethik und Glauben als treibende Kräfte der menschlichen und historischen Entwicklung. Von 1883 bis zu seinem Tode war er Professor an der Universität Pisa. Die Königliche Akademie von Belgien nahm ihn im Dezember 1903 als assoziiertes Mitglied auf.
Im Jahre 2012 wurde Giuseppe Toniolo seliggesprochen.

## Leben
Giuseppe Toniolo wurde in Treviso geboren und in dortigen Kirche Sant’Andrea getauft. Seine Familie gehörte dem Bürgertum des Veneto an, sein Vater war Ingenieur, dem die Familie an die Orte seiner Beschäftigung folgte und daher mehrfach umzog. Der junge Toniolo besuchte verschiedene Schulen in Venedig, darunter das Collegio di S. Caterina.
Anschließend studierte er Rechtswissenschaften an der Universität Padua, u. a. bei Fedele Lampertico und Angelo Messedaglia. 1867 schloss er sein Jurastudium ab, im Jahr darauf wurde er Assistent der Juristisch-Staatswissenschaftlichen Fakultät der Universität Padua. In seiner Assistentenzeit befasste er sich immer weniger mit juristischen Themen, sondern wandte sich mehr und mehr ökonomischen, soziologischen und historischen Fragen zu. 1873 wurde er zum Privatdozenten für Politische Ökonomie ernannt.
1874 wurde er am Istituto tecnico in Venedig angestellt, arbeitete danach kurzzeitig in Padua und wurde 1878 als außerordentlicher Professor an die Università di Modena e Reggio Emilia berufen. 1878 heiratete er Maria Schiratti, die sieben Kinder zur Welt brachte.
Schließlich wechselte er als Ordentlicher Professor an die Universität Pisa, wo er von 1883 bis zu seinem Tod im Jahr 1918 politische Ökonomie unterrichtete. Einer seiner Schüler in seinem ersten Jahr in Pisa war Werner Sombart. 1908 begann er sein Hauptwerk auf dem Gebiet der Soziologie, das Trattato di economia sociale.

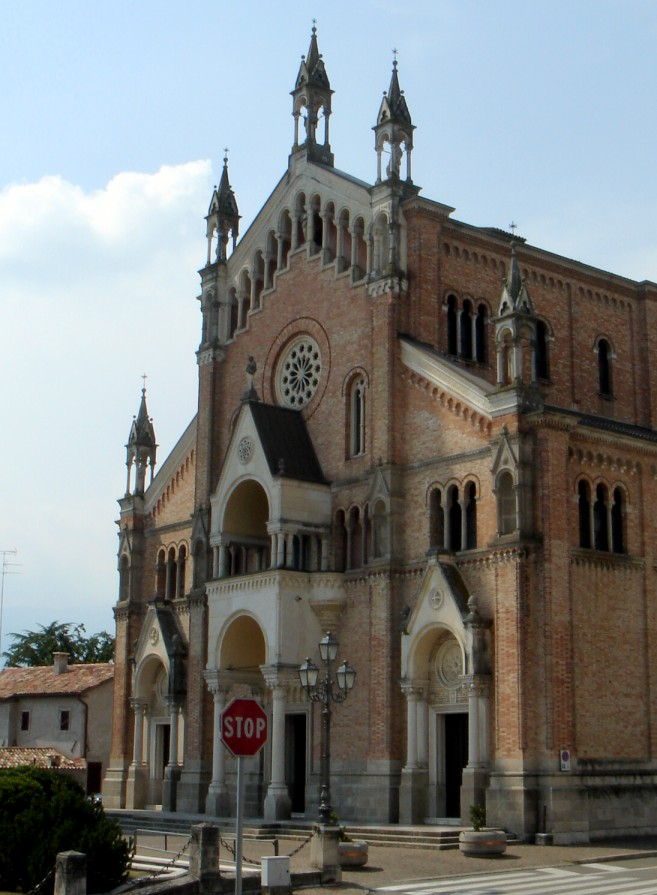
Kirche in Pieve di Soligo

Beigesetzt wurde Toniolo in der Kirche Santa Maria Assunta in Pieve di Soligo.

## Eine prägende Persönlichkeit des italienischen Katholizismus
Giuseppe Toniolos inspirierte zahlreiche Aufbrüche im italienischen Katholizismus am Ende des 19. und zu Anfang des 20. Jahrhunderts:
- in der Wissenschaft:
  - 1889 gründete Toniolo in Padua die Unione Cattolica di studi sociali (Katholischer Verband für Gesellschaftsstudien), deren Präsident er wurde.
  - Auch die Società Cattolica italiana per gli studi scientifici (Katholische italienische Gesellschaft für wissenschaftliche Studien) entstand im selben Jahr nicht zuletzt dank seiner Initiative.
  - 1893 publizierte Toniolo als Gründungsherausgeber das erste Heft der Rivista internazionale di scienze sociali e discipline ausiliarie (Internationale Zeitschrift für Sozialwissenschaften und deren Nachbarfächer).
  - 1896 war er einer der Gründerväter der Federazione Universitaria Cattolica Italiana (FUCI), des Verbandes katholischer Studenten und Akademiker.[2][3]
- in der Sozialen Aktion: Seit 1904 beteiligte er sich an der Verbreitung der Azione Cattolica in Italien wie im Ausland. 1907 war er Mitgründer der Settimana Sociale dei Cattolici Italiani (Soziale Woche der italienischen Katholiken).
- in der katholischen Arbeiterbewegung: Auf Anregung Toniolos entstanden um die Jahrhundert die ersten Gewerkvereine in Italien.[4]

Im Jahre 1893 erließ Papst Leo XIII., mit dem Toniolo persönlichem Kontakt pflegte, seine bahnbrechende Enzyklika Rerum Novarum, die viele Anliegen Toniolos aufgriff und ihn in seinem Einsatz für einen gesellschaftlich verantwortungsbewussten Katholizismus bestärkte. Schon Anfang des folgenden Jahres formulierte Toniolo in Anlehnung an Rerum Novarum in seinem Programma dei Cattolici di fronte al socialismo (Programm der Katholiken angesichts des Sozialismus) vom 3. Januar 1894 das erste christlich-demokratische Programm, das gesellschaftliche und politische Veränderungen verlangte und sich ausdrücklich gegen den Sozialismus richtete. Noch entschiedener als den Sozialismus lehnte Toniolo den Kapitalismus ab. 1900 gehörte Toniolo auf dem Internationalen Kongress für Arbeiterschutz in Paris zu den Gründern der Internationalen Vereinigung für gesetzlichen Arbeiterschutz.
Der von einigen italienischen Bischöfen und vielen katholischen Laien zeitweise gehegte Plan, eine katholische politische Partei zu schaffen, ähnlich der deutschen Zentrumspartei, wurde schließlich bis auf Weiteres aufgegeben. Infolgedessen wurde Toniolo nie zum Parteipolitiker. Stattdessen übertrug Papst Pius X. ihm, zusammen mit Medolago Albani und Paolo Pericoli, die Neuorganisation des politischen Katholizismus in Italien durch drei nach Ständen gegliederte Unioni, wie sie die Enzyklika Il fermo proposito von 1905 gefordert hatte. Er selbst wurde Präsident der Unione Popolare (Volksunion), der bedeutendsten unter ihnen. Aufgabe der Unioni war es, unter formaler Trennung von der kirchlichen Organisation die Rückkehr der Kirche in die Politik zu fördern, z. B. indem die Unione Popolare auch wie eine Wählervereinigung agierte und im Wahlkampf ihr Gewicht zugunsten eines bestimmten Kandidaten einbrachte.

## Wissenschaftliches Werk und Schriften
Als Giuseppe Toniolos wichtigste (die stärkste Wirkung auslösende) Werke gelten:
- Dei remoti fattori della potenza economica di Firenze nel Medio Evo (Über die mittelbaren Faktoren der wirtschaftlichen Macht von Florenz im Mittelalter), 1889
- Il programma dei cattolici di fronte al socialismo (Das Programm der Katholiken angesichts des Sozialismus), 1894
- Il concetto cristiano della democrazia (Das christliche Konzept der Demokratie), 1897
- L’Odierno problema sociologico (das heutige soziologische Problem), 1905
- Trattato di Economia sociale (Traktat über die Sozialökonomie), 3 Bände, 1908–1921

Toniolo veröffentlichte zahlreiche weitere Werke mit den Schwerpunkten Arbeit, gerechter Lohn und Verteilung des Reichtums:
- Economia delle piccole industrie (Ökonomie der kleinen Industrien), 1874
- Varie forme di rimunerazione del lavoro (Verschiedene Formen des Entgelts der Arbeit), 1875
- Lezioni sulla distribuzione della ricchezza (Vorlesungen über die Verteilung des Reichtums), 1878
- Legge normale del salario (Grundgesetze des Lohns), zuerst 1878/1879 in zwei Folgen in der Zeitschrift Giornale degli Economisti erschienen; spätere Ausgaben unter dem Titel Il Salario (Der Lohn).

Seinen Ruf als Wirtschaftshistoriker begründete Giuseppe Toniolo vor allem durch Arbeiten aus den Jahren 1881 bis 1893. Zu diesen zählen:
- Scolastica ed Umanesimo nelle dottrine economiche al tempo del Rinascimento in Toscana (Festvortrag zur Eröffnung des akademischen Jahres 1886/1887 an der Universität Pisa)
- Storia dell’economia sociale in Toscana nel medio evo
  - Bd. 1: La vita civile-politica (1890)
  - Bd. 2: La vita economica (1891)
- La storia come disciplina ausiliaria delle scienze sociali (1890)
- La genesi storica dell’odierna crisi sociale-economica (1893)

In diesen Büchern plädierte er – als Schlussfolgerung aus seinen historischen Forschungen – zur Lösung der Sozialen Frage in den Klassenverhältnissen für eine Rückbesinnung auf die Werte der Gerechtigkeit und der Karitas, im Gehorsam zum Lehramt der Kirche, die seiner Ansicht nach nicht irren könne. Er entwarf ein korporatives Modell von Gesellschaft und Wirtschaft, das sich scharf von den korporativen Elementen der Ideologie des späteren italienischen Faschismus unterschied, insofern Toniolos Korporatismus pluralistisch angelegt war.
Ab 1893 stand wieder Arbeiten zur Lösung der Sozialen Frage im Mittelpunkt seiner publizistischen Tätigkeit:
- Programma sintetico di scienza sociale economica (1893)
- L’economia capitalistica moderna nella sua funzione e nei suoi effetti (1894)
- Per la storia del movimento cooperativo (1895)
- La protezione internazionale dei lavoratori (1900)
- Provvedimenti sociali popolari (1902)
- Le dottrine socialistiche nell’antichità classica e nel Medioevo (1899)
- Il socialismo nella storia della civiltà (1902)
- Il supremo problema della sociologia (1903)
- Le premesse filosofiche e la sociologia contemporanea (1909).

Außer diesen Monographien verfasste Toniolo mehr als 400 Aufsätze zur Wirtschaftswissenschaft, zur Wirtschaftsgeschichte und zur Staatswissenschaft sowie mehr als 100 Beiträge zu kirchlichen, politischen und sozialen Zeitfragen.

## Nachwirkung
Eine Gruppe unter Leitung von Pater Agostino Gemelli plante bereits 1919, eine katholische Universität zu gründen, um die Kultur und die religiöse Bildung im Sinne der Katholischen Kirche zu fördern. 1920 entstand das Istituto Giuseppe Toniolo di Studi Superiori, ein erster Schritt hin zu einer katholischen Universität. 1921 wurde das Institut vom Ministerium für Bildung anerkannt und von Papst Benedikt XV. erhielt sie den kirchlichen Status einer Universität. Die staatliche Anerkennung als Universität erfolgte am 2. Oktober 1925 unter dem Namen Università Cattolica del Sacro Cuore.
Zwei Stiftungen pflegen die Erinnerung an Giuseppe Toniolo und arbeiten im Sinne seines Werkes:
- In Verona besteht die Fondazione Giuseppe Toniolo (Giuseppe-Toniolo-Stiftung). Sie hat ihren Sitz im Kloster San Fermo, das aus dem 13. Jahrhundert stammt. Sie vertritt die Katholische Soziallehre und gibt seit 1991 die Zeitschrift La Società (Die Gesellschaft) heraus, die auf Italienisch und Polnisch erscheint. Die Stiftung unterhält das der Katholischen Universität von Mailand angeschlossene Centro di Cultura e Sviluppo (Zentrum für Kultur und Entwicklung) in Verona.[11]
- Vor allem seinem wissenschaftlichen Werk und dessen Anstößen für aktuelle Debatten widmet sich die Fondazione di Studi Tonioliani (Stiftung für Toniolo-Studien) mit Sitz in Pisa. Sie gibt u. a. seine Gesammelten Werke und drei Zeitschriften zu den Arbeitsfeldern von Toniolo heraus: Studi Economici e Sociali (Schwerpunkt: Soziale Fragen), Il Pensiro Economico Moderno (Schwerpunkt: Wirtschaftswissenschaften) und Nuova Economia e Storia (Schwerpunkt: Wirtschaftsgeschichte).[12]

## Seligsprechung
1933 schrieben Vertreter der FUCI an Gabriele Vettori, Erzbischof von Pisa, und Eugenio Beccegato, Bischof von Bistum Vittorio Veneto, und baten die Bischöfe, die Heiligmäßigkeit von Toniolos Lebensweg zu prüfen. Seit dem 14. Juni 1971, als Papst Paul VI. seine Verdienste würdigte, galt er als Servus Dei, als Diener Gottes. Damit wird der erste Schritt im Kanonisierungsprozess bezeichnet. Die Azione Cattolica Italiana betrieb seine Seligsprechung. 2006 wurde durch die Seligsprechungskongregation die unerklärliche Genesung eines jungen Unternehmers in Pieve di Soligo als Heilungswunder bestätigt, so dass am 29. April 2012 in der Basilika Sankt Paul vor den Mauern die Seligsprechung durch Kardinal Salvatore De Giorgi erfolgte.